# Stamnodes squalidus
Stamnodes squalidus là một loài bướm đêm trong họ Geometridae.